# Радиационная химия
Радиационная химия — часть химии высоких энергий, раздел физической химии — изучает химические процессы, вызываемые воздействием ионизирующих излучений на вещество.
Ионизирующей способностью обладают электромагнитные излучения (рентгеновское излучение, γ-излучение, синхротронное излучение) и потоки ускоренных частиц (электронов, протонов, нейтронов, гелионов, тяжёлых ионов; осколки деления тяжёлых ядер и др.), энергия которых превышает потенциал ионизации атомов или молекул (в большинстве случаев, лежащий в пределах 10-15 эВ).
В рамках радиационной химии рассматриваются некоторые химические процессы, невозможные при использовании традиционных химических подходов. Ионизирующие излучения могут сильно снижать температуру протекания химических реакций без применения катализаторов и инициаторов.

## История радиационной химии
Радиационная химия возникла после открытия x-лучей В. Рентгеном в 1895 году и радиоактивности А. Беккерелем в 1896 году, которые первыми наблюдали радиационные эффекты в фотопластинках.
Первые работы по радиационной химии были выполнены в 1899—1903 годах супругами М.Кюри и П. Кюри. В последующие годы наибольшее число исследований было посвящено радиолизу воды и водных растворов.

## Физические основы радиационной химии
Было установлено, что, проходя через вещество, g-квант или быстрые частицы (a-частицы, электроны, протоны и др.) выбивают электроны из молекул, то есть вызывают их ионизацию или возбуждение, если порция передаваемой им энергии меньше энергии ионизации. В результате на пути быстрой частицы возникает большое количество электрически заряженных — ионы, ионы-радикалы — или нейтральных — атомы, радикалы (см. Радикалы свободные) — осколков молекул, образующих так называемый трек. Выбитые из молекул электроны, обладающие меньшей энергией («вторичные» электроны), разлетаясь в стороны, в свою очередь, производят аналогичное действие, только на более коротком расстоянии (соответствующем их энергии). В результате трек первичной быстрой частицы разветвляется вследствие образования более коротких областей ионизации и возбуждения. При достаточной плотности облучения треки перекрываются и первоначальная неоднородность в пространственном распределении активированных и осколочных частиц нивелируется. Этому способствует также диффузия частиц из треков в незатронутую излучением среду.
  Процессы, происходящие в облучаемой среде, можно разделить на три основные стадии. В первичной, физической стадии происходят столкновения быстрой заряженной частицы с молекулами среды, в результате которых кинетическая энергия частицы передаётся молекулам, что приводит к изменению их энергетического состояния. На этой стадии энергия, передаваемая среде, рассредоточивается по различным молекулярным (атомным) уровням. В результате возникает большое число «активированных» молекул, находящихся в различных состояниях возбуждения. Первичная стадия проходит в очень короткие отрезки времени: 10−15—10−12 сек. В созданном возбуждённом состоянии молекулы нестабильны, и происходит либо их распад, либо они вступают во взаимодействие с окружающими молекулами. В результате образуются ионы, атомы и радикалы, то есть промежуточные частицы радиационно-химических реакций. Эта, вторая, стадия продолжается 10−13—10−11 сек. На третьей стадии (собственно химической) образовавшиеся активные частицы взаимодействуют с окружающими молекулами или друг с другом. На этой стадии образуются конечные продукты радиационно-химической реакции. Длительность третьей стадии зависит от активности промежуточных частиц и свойств среды и может составлять 10−11—10−6 сек.
 «Вторичные» электроны, затрачивая свою кинетическую энергию на ионизацию (возбуждение) молекул, постепенно замедляются до скорости, соответствующей тепловой энергии. В жидкой среде такое их замедление происходит в течение 10−13—10−12 сек, после чего они захватываются либо одной молекулой, образуя отрицательно заряженный ион, либо группой молекул («сольватируются»). Такие «сольватированные» электроны «живут» в течение 10−8—10−5 сек (в зависимости от свойств среды и условий), после чего рекомбинируют с какими-либо положительно заряженными частицами. Совокупность закономерностей перечисленных элементарных процессов является важной составной частью теории Р. х. Кроме того, реакциям возбужденных молекул принадлежит значительная роль в радиационно-химических процессах. Большое значение для протекания последних имеет также передача энергии возбуждения в облучаемой среде, приводящая к дезактивации возбуждённых молекул и рассеянию энергии. Такие процессы изучает фотохимия, которая тем самым тесно связана с Радиационной химией.

## Радиационно-химические превращения
Под действием ионизирующего излучения происходят следующие радиационно-химические превращения:
- Превращение молекул кислорода в молекулы озона[2], из-за чего металлы быстро окисляются.
- Разложение воды на кислород и водород с образованием некоторого количества перекиси водорода.
- Превращение аллотропических модификаций в более устойчивые: белого фосфора в красный, белого олова в серое, алмаза в графит.
- Разложение на простые вещества газов — углекислого газа, сернистого газа, сероводорода, хлороводорода, аммиака.
- Полимеризация соединений, содержащих двойные и тройные связи.